# Hugolino de Gualdo Cattaneo
Hugolino de Gualdo Cattaneo (Gualdo Cattaneo, primera mitad del siglo XIII - 1 de enero de 1260), fue un ermitaño y abad agustino italiano, venerado como beato por la Iglesia Católica y es conmemorado el 1 de enero.

## Hagiografía
Nació en la primera mitad del siglo XIII, probablemente en Gualdo Cattaneo, en Umbría, de una familia originaria de Bevagna. La información sobre su vida es bastante escasa, sin embargo, hay un documento que data de 1248, una carta del obispo de Spoleto Bartolomeo Accoramboni en respuesta a una de sus cartas anteriores; el obispo le escribió porque era el prior y el fundador (laico) de la ermita de San Giovanni, ubicada en un bosque cerca de Gualdo.  
Fue ordenado abad en el año 1258. Había escrito al obispo para que la ermita volviera a la jurisdicción de la abadía de Subiaco. Esta autorización fue otorgada en 1374 por Gregorio XI, cuando Hugolino ya estaba muerto. Hugolino ingresó más tarde a la orden agustiniana y ordenó construir un convento en Gualdo Cattaneo. La caridad abundaba en su vida. Murió el 1 de enero de 1260.

## Culto
Tras su muerte, fue enterrado con respeto, y su tumba se convirtió en un destino de peregrinaciones. A finales del siglo XV su tumba había sido trasladada a la iglesia de santos Antonio y Antonino de Gualdo Cattaneo en la cripta, donde aún se encuentra. Es el patrón de su ciudad natal, donde se celebra no solo el 1 de enero sino también a principios de septiembre. Hay memoria del culto desde 1483; la veneración de Ugolino da Gualdo Cattaneo, que siempre ha sido generalizada, fue confirmada ab immemorabili por el Papa Benedicto XV en 1919. Así es como el martirologio romano le recuerda:
«En Gualdo Cattaneo, en Umbría, beato Hugolino llevó la vida eremítica».